# Действительные члены РАРАН
Главным источником информации послужил список действительных членов Российской академии ракетных и артиллерийских наук (РАРАН) на официальном сайте этой организации (данные на 14 июня 2012 года).
| # А Б В Г Д Е Ё Ж З И К Л М Н О П Р С Т У Ф Х Ц Ч Ш Щ Э Ю Я |

## А
- Акиншин, Николай Степанович (род. 1950), действ. член РАРАН (1993)[1]
- Акопян, Иосиф Григорьевич (род. 1931)[1]
- Астахов, Андрей Андреевич (род. 1941), действ. член РАРАН (1999)[1]
- Аюпов, Абрек Идрисович (род. 1936 - 2020), действ. член РАРАН (1993)[1]

## Б
- Бабичев, Виктор Ильич (род. 1941), член-корр. РАРАН (1998)[1]на оф. сайте РАРАН — уже действ. член

- Байдак, Владислав Иванович (род. 1950), член-корр. РАРАН (1996)[1]на оф. сайте РАРАН — уже действ. член
- Баранов, Николай Андреевич (род. 1945), член-корр. РАРАН (1993)[1]на оф. сайте РАРАН — уже действ. член
- Безель, Яков Владимирович (род. 1938), действ. член РАРАН (1993)[1]
- Богомолов, Алексей Иванович (род. 1933), действ. член РАРАН (1993)[1]
- Богоряд, Игорь Борисович (1935—2016), действ. член РАРАН (1993)[1]
- Буренок, Василий Михайлович

## В
- Васильев, Юрий Сергеевич (род. 1929), действ. член РАРАН
- Величко, Игорь Иванович (1934—2014), действ. член РАРАН (1996)[1]
- Вихров, Валерий Александрович (род. 1955), действ. член РАРАН
- Волков, Владимир Тимофеевич (род. 1940), действ. член РАРАН (1993)[1]

## Г
- Гладков, Дмитрий Иванович (род. 1926), действ. член РАРАН (1993)[1]
- Головин, Сергей Анатольевич (род. 1950), член-корр. РАРАН (1998)[1]на оф. сайте РАРАН — уже действ. член
- Голубев, Владимир Алексеевич (1933—1998)
- Горчица, Геннадий Иванович (род. 1938), действ. член РАРАН (1999)[1]
- Григоров, Сергей Иванович (род. 1946), действ. член РАРАН (1998)[1]
- Григорян, Валерий Арменакович (род. 1946), член-корр. РАРАН (1998)[1]на оф. сайте РАРАН — уже действ. член
- Григорян, Самвел Самвелович (1930—2015), действ. член РАРАН (1993)[1]
- Гурский, Борис Георгиевич (род. 1944), член-корр. РАРАН (1997)[1]на оф. сайте РАРАН — уже действ. член

## Д
- Дворкин, Владимир Зиновьевич (род. 1936), действ. член РАРАН[1]
- Дегтярь, Владимир Григорьевич (род. 1948), член-корр. РАРАН (2000)[1]на оф. сайте РАРАН - уже действ. член
- Дементьев, Валерий Александрович (род. 1939), действ. член РАРАН (1993)[1]
- Денежкин, Геннадий Алексеевич (1932—2016), член-корр. РАРАН (1994)[1]на оф. сайте РАРАН - уже действ. член
- Денисюк, Анатолий Петрович (род. 1938), действ. член РАРАН (1993)[1]

## Е
- Егоров, Борис Михайлович (род. 1938), действ. член РАРАН (1993)[1]

## З
- Забелин, Леонид Васильевич (1932—2015), член-корр. РАРАН (1999)[1]на оф. сайте РАРАН — уже действ. член
- Закаменных, Георгий Иванович

## И
- Иванов, Виталий Александрович (1929—2021), действ. член РАРАН (1993)[1]
- Илькаев, Радий Иванович (род. 1938), действ. член РАРАН (1993)[1]

## К
- Калашников, Владимир Васильевич (род. 1944), действ. член РАРАН (1997)[1]
- Каллистов, Анатолий Анатольевич (1935—2016), действ. член РАРАН (1993)[1]
- Каркищенко, Николай Николаевич (род. 1943), действ. член РАРАН (1997)[1]
- Кашин, Валерий Михайлович (род. 1947), член-корр. РАРАН (2001)[1]на оф. сайте РАРАН — уже действ. член
- Киреев, Владимир Петрович (род. 1946), действ. член РАРАН (1993)[1]
- Ковалёв, Николай Григорьевич (род. 1946), член-корр. РАРАН (1998)[1]на оф. сайте РАРАН — уже действ. член
- Кокошин, Андрей Афанасьевич (род. 1945), действ. член РАРАН (1993)[1]
- Кондратьев, Вадим Ильич (род. 1935), член-корр. РАРАН (1995)[1]на оф. сайте РАРАН — уже действ. член
- Корабельников, Валентин Владимирович (род. 1946), член-корр. РАРАН (1996)[1]на оф. сайте РАРАН — уже действ. член
- Коротков, Олег Валерьевич (род. 1951), член-корр. РАРАН (1994)[1]на оф. сайте РАРАН — уже действ. член
- Кострюков, Василий Федорович (род. 1931), действ. член РАРАН (1997)[1]
- Котенков, Александр Алексеевич статья ещё не включена в данную категорию
- Крамаренко, Владимир Никифорович (род. 1952), действ. член РАРАН (1993)[1]
- Кутахов, Владимир Павлович (род. 1947), действ. член РАРАН (1999)[1]
- Кухтенко, Владимир Илларионович (род. 1932), действ. член РАРАН (1998)[1]

## Л
- Лавринов, Геннадий Алексеевич (род. 1959), действ. член РАРАН
- Липанов, Алексей Матвеевич (род. 1935), действ. член РАРАН (1993)[1]
- Лоборев, Владимир Михайлович (род. 1937), действ. член РАРАН (1997)[1]
- Лысенко, Лев Николаевич (род. 1939), действ. член РАРАН (1993)[1]

## М
- Макаровец, Николай Александрович
- Марьяш, Виктор Иосифович
- Мацеевич, Бронислав Вячеславович
- Милёхин, Юрий Михайлович
- Михайлов, Валерий Александрович (род. 1939)
- Михайлов, Виктор Никитович (1934—2011)
- Михайлов, Николай Васильевич
- Михайлов, Юрий Михайлович (род. 1953)

## Н
- Назаров, Борис Викторович (1947—2014)
- Непобедимый, Сергей Павлович (1921—2014)
- Ноздрачёв, Александр Васильевич
- Носенко, Юрий Иванович (род. 1949), зам. главы Федерального космического агентства, профессор-совместитель кафедры 604 МАИ.[2]
- Нудельман, Александр Эммануилович (1912—1996)

## О
- Обухов, Анатолий Степанович

## П
- Панов, Виталий Валерьянович
- Петров, Виктор Алексеевич[уточнить]
- Подоплёкин, Юрий Фёдорович
- Потёмкин, Эдуард Константинович (род. 1934)[3]

## Р
- Рахманов, Александр Алексеевич
- Романов, Олег Яковлевич
- Рототаев, Дмитрий Александрович
- Руденко, Валерий Лукич

## С
- Садовничий, Виктор Антонович
- Саламахин, Тимофей Михайлович
- Самсонов, Лев Михайлович
- Светлов, Владимир Григорьевич (род. 1935), действ. член РАРАН с 1997 г.
- Селиванов, Виктор Валентинович
- Сизов, Юрий Георгиевич
- Сильников, Михаил Владимирович
- Симоненко, Владимир Борисович
- Соколов, Вячеслав Яковлевич
- Соколовский, Геннадий Александрович
- Соколовский, Михаил Иванович
- Соловьёв, Виктор Сергеевич
- Солунин, Виктор Леонидович

## Т
- Титов, Владимир Михайлович (род. 1933), действ. член РАРАН с 1993[4]

## У
- Уткин, Алексей Федорович (1928—2014)

## Ф
- Файков, Юрий Иванович
- Федоров, Игорь Борисович (род. 1940), действ. член РАРАН (1996)[5]
- Федосов, Евгений Александрович
- Феофилактов, Владимир Иванович

## Х
- Харченко, Евгений Фёдорович (род. 1946)

## Ч
- Чижевский, Олег Тимофеевич
- Чобанян, Владимир Аршалуйсович

## Ш
- Шалыгин, Аркадий Сергеевич
- Шаповалов, Анатолий Борисович
- Шамшев, Кирилл Николаевич (1925—2014)
- Шахиджанов, Евгений Сумбатович
- Шевчук, Александр Борисович
- Шевяков, Анатолий Владимирович
- Шеремет, Игорь Борисович
- Шипунов, Аркадий Георгиевич (1927—2013), академик РАРАН (1994)[1]
- Шурыгин, Виктор Александрович